# نواف الحمیدان
نواف الحمیدان (عربی: نواف الحميدان؛ زادهٔ ۸ مارس ۱۹۸۱) بازیکن فوتبال اهل کویت است.
از باشگاه‌هایی که در آن بازی کرده‌است می‌توان به باشگاه ورزشی کاظمه کویت اشاره کرد.
وی همچنین در تیم ملی فوتبال کویت بازی کرده‌است.